# 朱範址
襄陵恭惠王朱範址（1429年—1506年），明朝第二代襄陵王，韓憲王朱松孫、襄陵莊穆王朱沖炑嫡一子，母妃荊氏，王妃劉氏。
宣德四年二月初二日（1429年）生，正統七年八月（1442年）封鎮國將軍，成化十五年五月（1479年）襲封襄陵王。
他讀書知禮，孝順父母友愛兄弟，曾割下自己的大腿肉給生病的母親食用，其母因此康復，父親莊穆王去世後，雕刻其肖像恭敬侍奉如生前，每逢忌日必定哀痛盡禮，高齡七十七歲時，仍拄著柺杖北向而拜，與弟弟和睦相處感情融洽。亦幫助諸多因貧困而無法埋葬親屬的兵士。
正德元年十月初十日（1506年）去世，享年七十八，諡號恭惠，五年後其子朱徵鈐嗣位。